# Wilhelm Fix
Wilhelm Fix (* 21. April 1948 in Hamm) ist ein deutscher Bauingenieur. Er ist seit 1993 Professor für Baustoffkunde an der Fachhochschule Münster.

## Leben
Fix studierte von 1968 bis 1974 Bauingenieurwesen an der RWTH Aachen und war ab 1975 Mitarbeiter am Lehrstuhl für konstruktive Gestaltung der RWTH Aachen. 1982 promovierte er mit dem Thema Alterungsverhalten von Kunststoffen zum Dr.-Ing. Ab 1986 war er bei der MC-Bauchemie in Bottrop beschäftigt. Seit 1989 arbeitete Fix in seinem eigenen Ingenieurbüro für Bauberatung und Bauphysik in Schermbeck und ist als bestellter und vereidigter Sachverständiger für Schäden an Gebäuden, insbesondere Bauphysik und Bautenschutz, tätig. 1993 übernahm er einen Lehrauftrag an der Fachhochschule Münster als Professor für das Fach Baustofflehre und im Labor für Baustoffe. Fix ist Autor bzw. Herausgeber von 50 Fachveröffentlichungen.

## Werke (Auswahl)
- Handbuch der Bauwerksabdichtung. (als Mitherausgeber) R. Müller, Köln 2009; ISBN 978-3-481-02503-8.
- Der schadenfreie Hochbau. (Band 1) R. Müller, Köln 1992; ISBN 3-481-00412-5.
- Beitrag zur Erfassung von Alterungskenngrössen für die Bemessung von Kunststoffbauteilen unter besonderer Berücksichtigung der UV-Strahlung. (Dissertationsschrift) Techn. Hochschule Aachen, Aachen 1982.